# Лам, Айссата
Айссата Лам (род. 1986, Мавритания) — специалистка по развитию из Мавритании.
Она соучредительница и президент Молодёжной торговой палаты Мавритании, у неё есть опыт работы в области микрофинансирования и финансирования сельского хозяйства. Она работает в области климатического финансирования и активно участвует в расширении прав и возможностей молодёжи и женщин на африканском континенте, особенно в Мавритании.
В 2019 году Эмманюэль Макрон назначил её членом совета G7 по гендерному равенству.
В 2019 году она вошла в список 100 женщин BBC, в 2020 году была награждена Национальным орденом заслуг правительством Мавритании.